# Westwerk Leipzig

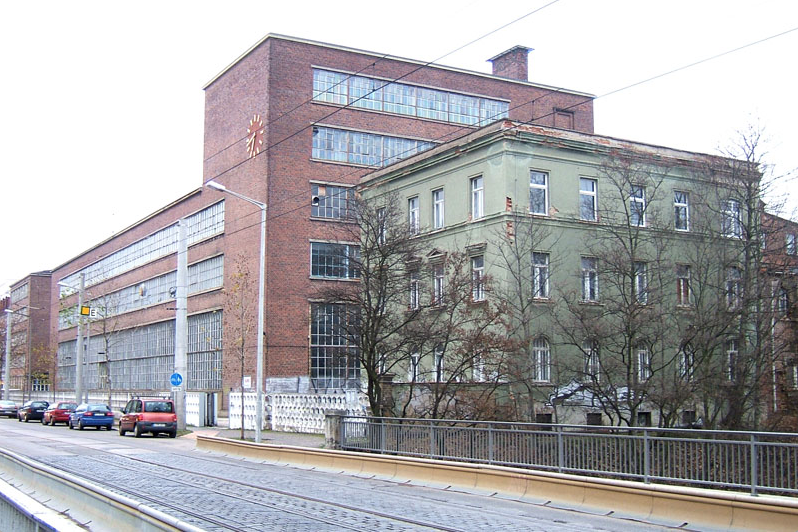
Ansicht des Westwerk vom Jahrtausendfeld (2008)

Ansicht des Geländes Schumann & Co. (1903)

Druckarmaturen für den Suezkanal, Schumann & Koeppe (1890)

Zeitungsanzeige der Firma Schumann & Co. (1905)

Das Westwerk Leipzig ist ein Kunstquartier und Offspace in der Karl-Heine-Straße 85–93 in Leipzig-Plagwitz.

## Gründung und Name
Das Westwerk Leipzig wurde im April 2007 als Kunstquartier auf dem 16.000 m² großen Gelände des ehemaligen VEB Industriearmaturenwerkes vom Leipziger Designer und Kaufmann Falk Röhner gegründet und in „Westwerk“ umbenannt. Der Name Westwerk bezieht sich auf das westwärts ausgerichtete Portal der großen Automatenhalle im Stil des Neuen Bauens als „Kathedrale der Industrie“ und der Lage des Werkes im Leipziger Westen. Verwaltet und weiterentwickelt wurde das Areal seit 2007 in Pacht durch den Leipziger Kunstverein ars*avanti mit der Westwerk Logistics GmbH und seit Herbst 2009 durch die Westwerk GmbH mit Geschäftsführer Rechtsanwalt Peter Sterzing. Eigentümer und Besitzer ist der in Starnberg beheimatete und aus Leipzig stammende Wirtschaftsingenieur und Baumediator Christian Voigt.

## Geschichte
Der von Carl Erdmann Heine Mitte des 19. Jahrhunderts erschlossene Stadtteil Plagwitz und dessen Karl-Heine-Kanal (Entwässerung und Schifffahrt) ermöglichte Kaspar Dambacher 1874 die Errichtung einer Gießerei zwischen Weißenfelser Straße (ehemals Bahnhofsstraße) und Karl-Heine-Straße (ehemals Albertstraße). Sie ist die älteste, in ihren Außenmauern noch erhaltene Gießerei Leipzigs.
Bereits 1882 übernahm die Firma Schumacher & Koppe als Gelbgießerei dieses Grundstück. Max Klinger hat hier in einem Maschinenschuppen bis zur Fertigstellung seines Atelierhauses Ende des 19. Jh. künstlerisch gearbeitet.
Mit Hinzunahme des benachbarten Grundstückes des ebenfalls von Karl Heine initiierten Pferde- und späteren Straßenbahndepots und weiterer Außengelände entwickelte sich diese Firma bis 1945 zum international anerkannten Industriearmaturenwerk, das insbesondere in den beiden Weltkriegen als Rüstungszulieferer mit der Herstellung von U-Bootarmaturen und Munition Hochkonjunktur erlebte.
Dieses auch für die Sowjetunion ökonomisch bedeutsame Unternehmen wurde nach dem Sieg der Sowjetunion über den deutschen Faschismus 1946 als SAG „Podjomnik“ mit über 600 Beschäftigten weitergeführt und 1950 durch die SAG „Transmasch“ übernommen. Produktionsauflagen zur Erfüllung des Export- und Reparationsprogramms waren ausschlaggebend für umfangreiche Neu- und Umbaumaßnahmen. So entstand 1952/53 innerhalb von nur 8 Monaten die alle bisherigen Maße sprengende Produktionshalle der Architekten Otto Hellriegel und Johannes Koppe und der Verwaltungsbau an der Karl-Heine-Straße, deren Planung bereits in den 1930er Jahren erfolgte. Die Produktpalette reichte zu dieser Zeit von Hochofen- und Hochdruckarmaturen über Schädlingsbekämpfungsapparaten, Walzwerkausrüstungen, Schachtmühlen, Destillieranlagen bis zu Furnierpressen.
1953 ging der Betrieb in Volkseigentum unter dem Namen VEB „Industriearmaturen und Apparatebau Leipzig“ (IAL) über. Im Zuge der Kombinatsbildungen erfolgte 1970 der Anschluss des Betriebes an das Kombinat „Magdeburger Armaturenwerke Karl Marx“ (MAW). Das Produktionssortiment umfasste nun Armaturen für die chemische Industrie, Kraftwerke, Erdölleitungen, zur Rohstoffgewinnung und für den Wohnungsbau, sowie für die Atomindustrie. 1990 von der Treuhand zwangsprivatisiert, wurde das Unternehmen bis zu seiner Insolvenz 1996 privat durch Eberhardt Voigt, dem Vater des heutigen Eigentümers weitergeführt, der das Areal mit Werkhallen infolge eines Grundstücktausches im Zuge der Rückübertragunge von in der DDR zwangsenteignetem Industrieanlagen erhielt. In den folgenden 10 Jahren wurden Teilflächen durch die SAXWELD-Schweißer-Ausbildungsstätte unter SFI Klaus-Dieter Herte genutzt. 2007 begann die Neustrukturierung auf Initiative Falk Röhners als Kunstquartier und Offspace (Konversion der Schwerindustrie). In der Folgezeit siedelten sich am Karl-Heine-Kanal rasch zahlreiche Bildende Künstler, Handwerker, Musiker, Projektmacher, kleine Unternehmen und Gastronomie an, die damit halfen, den Leipziger Westen international als Kreativviertel (mit Leipziger Baumwollspinnerei und Tapetenwerk) bekannt zu machen. Im Westwerk fanden seit 2007 zahlreiche Kunstausstellungen statt, so die Werkschauen, kuratiert von der Leipziger Kunsthistorikerin Barbara Röhner und von 2012 bis 2016 die Leipziger Jahresausstellung.

## Entwicklung ab 2017

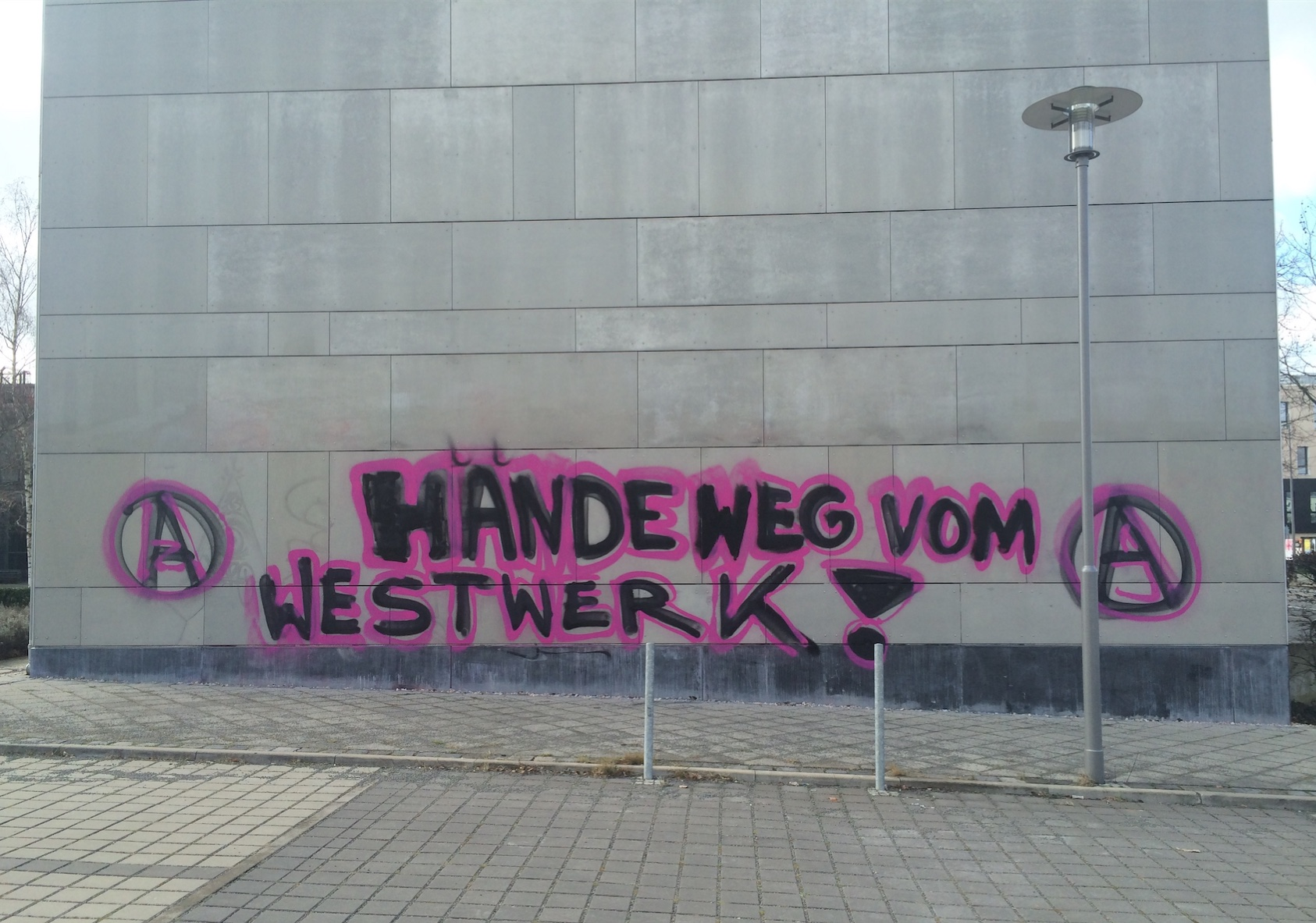
Graffito „Hände weg vom Westwerk“, BIC, Ostwand, Leipzig, März 2017

Im Januar 2017 berichteten Medien, dass der Eigentümer die weitere Kommerzialisierung des Kunstquartieres aktiv betreibt. So sollen unter anderem in der Großen Halle ein Supermarkt sowie auf dem Areal der ehemaligen Wagenhalle der Leipziger Pferdebahn ein Parkhaus entstehen. Betroffene Künstler und Aktivisten haben dagegen Widerstand angekündigt und den Diskurs öffentlich gemacht. Am 12. Februar 2017 demonstrierten ca. 1000 Menschen auf Initiative der Protestplattform „Westwerk retten“ für den kulturellen Erhalt des Westwerks. Im August 2017 musste das Hackerspace „sublab“ das Westwerk verlassen, da die Miete nicht mehr bezahlbar war. Am 10. April 2019 eröffnete an der Großen Halle des Westwerks eine Filiale des Konsums. In der darauffolgenden Nacht wurden 52 Scheiben eingeschlagen.

## Kunstausstellungen (Auswahl)
- 2007 24-Stunden-Ausstellung „KUNST IST KEIN SPASS“[19]
- 2008 „ARTE A FULL“ (Rodrigo Zori Comba)[20]
- 2010 „Westwerk – Künstler stellen aus“ (Kuratorin Barbara Röhner)[21]
- 2012 19. Leipziger Jahresausstellung „Unterwegs“[22]
- 2013 20. Leipziger Jahresausstellung „monumental“[22]
- 2014 21. Leipziger Jahresausstellung „ZUCHT@ORDNUNG“[22]
- 2015 22. Leipziger Jahresausstellung „proM“[22]
- 2015 dis-APPEARANCE [*3] im Westpol[23]
- 2016 23. Leipziger Jahresausstellung „immer & ewig“ (Kuratoren Sebastian Gögel und Thomas Moecker)[22]

## Künstler (Auswahl)
- Aki Benemann[24]
- Franziska Möbius[25]
- Sophie von Stillfried[26]
- Daniel Windisch
- Neven Allanic
- Maria Claudia Wagner
- Wendelin Lippold[27]
- Nans Quétel[28]
- Daniel Krötel
- Peter Freund[29]
- de rien
- KaySchwarz157[30]

## Akteure (Auswahl)
- Saxweld – DVS Schweißtechnische Kursstätte
- Boxclub Olympia / Kai-Uwe Schulz
- Restaurant Kaiserbad
- Rosentreter Modeatelier Sandra Jahn
- Garderobe Second Hand
- Weinbaum
- Ashtanga Yoga Leipzig
- Licht & Interieur – Wolf Konrad Roscher[31]
- Kokille – Braukombinat